# Голишманово (село)
Голишма́ново (рос. Голышманово) — село у складі Голишмановського міського округу Тюменської області, Росія.
У період 1923-1932 років село було центром Голишмановського району.
Населення — 540 осіб (2010, 546 у 2002).
Національний склад станом на 2002 рік:
- росіяни — 84 %